# Friedrich Wilhelm von Rauchhaupt
Berthold Moritz Timon Friedrich-Wilhelm von Rauchhaupt, auch Friedhelm von Rauchhaupt (* 13. August 1881 in Forsthaus Wersk, Kreis Flatow, Westpreußen; † 28. Januar 1989 in Heidelberg), war ein deutscher Rechtswissenschaftler.

## Leben

### Familie und Ausbildung
Der evangelisch getaufte Friedrich Wilhelm von Rauchhaupt, Sohn des Königlich-Preußischen Revierförsters Berthold von Rauchhaupt und dessen Ehegattin Susanne geborene Nitzsche, wandte sich nach dem Abitur dem Studium der Rechtswissenschaften und Philosophie an der Friedrich-Wilhelms-Universität Berlin, der Universität Leipzig sowie der Ruprecht-Karls-Universität Heidelberg zu, 1907 erfolgte in Heidelberg seine Promotion zum Dr. phil., im Folgejahr zum Dr. iur. Er wurde 1912 Mitglied der Berliner Freimaurerloge Zum goldenen Pflug.
Friedrich Wilhelm von Rauchhaupt heiratete am 11. März 1911 in Berlin-Charlottenburg Ada Cameron. Dieser Verbindung entstammte der Sohn Friedrich Wilhelm junior. Er verstarb Ende Januar 1989 im hohen Alter von 107 Jahren in Heidelberg.

### Beruflicher Werdegang
Friedrich Wilhelm von Rauchhaupt unternahm nach seinem Studienabschluss Studienreisen nach Frankreich, Spanien sowie Großbritannien, 1910 ließ er sich als Privatgelehrter in Berlin nieder. 1915 trat er Stellen als wissenschaftliche Hilfskraft für öffentliches Recht und Kolonialrecht sowie als Mitarbeiter der Kommission für Auslandsgesetzgebung am Hamburger Kolonialinstitut an. Seit 1919 führten ihn Studienaufenthalte in die Niederlande, nach Teneriffa und Spanien, 1922 habilitierte er zum Privatdozenten für ausländisches, insbesondere iberisches und iberoamerikanisches Recht und für Völkerrecht an der Ruprecht-Karls-Universität Heidelberg, dort wurde er 1929 zum außerordentlichen und 1939 zum außerplanmäßigen Professor ernannt. Friedrich Wilhelm von Rauchhaupt, der 1926 zusätzlich Gastprofessuren an der Universidad de Buenos Aires und an der Universidad de Chile bekleidete, wurde 1946 aus dem Universitätsdienst entlassen.
Friedrich Wilhelm von Rauchhaupt, der insbesondere mit Publikationen aus seinen Fachgebieten Ausländische Rechte, Rechtsvergleichung, Völkerrecht sowie Weltraumrecht hervortrat, hielt Ehren – sowie korrespondierende Mitgliedschaften in der Real Academia Española, der Juristischen Fakultät Santiago de Chile, der International Astronautical Federation, der Deutschen Kommission für Weltraumforschung, der Hermann-Oberth-Gesellschaft und der International Law Association inne. Der 1921 als Ehrenritter aufgenommene und 1933 zum Rechtsritter des Johanniter-Ordens geschlagene von Rauchhaupt war seit 1981 dann Ehrenkommendator, zugehörig der Provinzialgenossenschaft Baden-Württemberg.   Rauchhaupt erhielt 1976 die Ehrendoktorwürde der juristischen Fakultät der Universität Complutense Madrid verliehen.

## Schriften
- Drei Fragen aus dem Rechte der Eigentumergrunddienstbarkeit, Inaugural-Dissertation, Heidelberg, 1907
- Verfassungsänderungen nach deutschem Landes-Staatsrecht, insbesondere in Preussen, M. & H. Marcus, Breslau, 1908
- The Prize Court Rules, 1914, in: Ausgabe 5 von Abhandlungen und Mitteilungen aus dem Seminar für öffentliches Recht und Kolonialrecht, Jahrbuch der Hamburgischen Wissenschaftlichen Anstalten, XXXII, 1914, Otto Meissner, Hamburg, 1915
- Handbuch der deutschen Wahlgesetze und Geschäftsordnungen. Nach dem gegenwärtigen Gesetzesstande des Deutschen Reiches und seiner Bundesstaaten, Duncker und Humblot, München, 1916
- Geschichte der spanischen Gesetzesquellen von den Anfängen bis zur Gegenwart, C. Winter, Heidelberg, 1923
- Völkerrechtliche Eigentümlichkeiten Amerikas: insbesondere Hispano-Amerikas, H. Sack, Berlin, 1924
- Correlaciones en el desarrollo de los derechos de Europa y de América: estudio de comparación genética de derechos, Imprenta de la Universidad, Buenos Aires, 1928
- Die Rechte Europas in ihrer rechtsgenetischen Gestalt und pragmatischen Auswertung, in: Leitfaden der Rechtslehre von LV. Glungler, Vogbrieden, München, 1931
- Über die christlichen Ritterorden, insbesondere den Johanniter-Orden: Überarbeitung eines Vortrages in der Johanniter-Arbeitsgemeinschaft zu Essingen/Aalen am 25.4.1953, Selbstverlag, Heidelberg, 1957
- Die Hauptgebote des Neuen Testaments : Gottesliebe, Nächstenliebe und Feindesliebe als Leitgedanke im geltenden Recht, Hohenloher Druck- und Verlaghaus, Gerabronn, 1959
- Die Wiederentdeckung des Völkerrechts durch Hugo Grotius, in: Missio Grotiana, Grotius-Stiftung, München, 1961